# Proctotrupes bistriatus
Proctotrupes bistriatus är en stekelart som beskrevs av Friedrich Alfred Gustav Jobst Möller 1882. Proctotrupes bistriatus ingår i släktet Proctotrupes, och familjen svartsteklar. Arten är reproducerande i Sverige.